# Campeonato Asiático de Atletismo de 2019 - 200 m masculino
A prova dos 200 metros masculino do Campeonato Asiático de Atletismo de 2019 foi disputada entre os dias 23 e 24 de abril de 2019 no Estádio Internacional Khalifa em Doha, no Catar. 

## Recordes
Antes desta competição, os recordes mundiais e do campeonato nesta prova eram os seguintes:
|                       | Nome              | Nacionalidade | Tempo  | Local    | Data                   |
| --------------------- | ----------------- | ------------- | ------ | -------- | ---------------------- |
| Recorde mundial       | Usain Bolt        | Jamaica       | 19s 19 | Berlim   | 20 de agosto de 2009   |
| Recorde do campeonato | Femi Seun Ogunode | Catar         | 20s 28 | Wuhan    | 6 de julho de 2015     |
| Recorde asiático      | Femi Ogunode      | Catar         | 19s 97 | Bruxelas | 11 de setembro de 2015 |

## Medalhistas
| Ouro             | Prata            | Bronze                 |
| Xie Zhenye (CHN) | Yuki Koike (JPN) | Yaqoob Eid Salem (BHR) |

## Cronograma
Todos os horários são locais (UTC+3)
| Data        | Hora  | Evento    |
| ----------- | ----- | --------- |
| 23 de abril | 09:40 | Bateria   |
| 23 de abril | 17:25 | Semifinal |
| 24 de abril | 17:48 | Final     |

## Resultados

### Bateria
Qualificação: 4 atletas de cada bateria  (Q) mais os  4 melhores qualificados (q). 
Vento:
Bateria 1: +1.3 m/s, Bateria 2: +0.8 m/s, Bateria 3: +2.7 m/s, Bateria 4: +1.1 m/, Bateria 5: +2.0 m/s 
| Posição | Bateria | Atleta                           | Nacionalidade  | Tempo | Notas                |
| ------- | ------- | -------------------------------- | -------------- | ----- | -------------------- |
| 1       | 1       | Femi Seun Ogunode                | Catar          | 20.67 | Q                    |
| 2       | 4       | Xie Zhenye                       | China          | 20.74 | Q                    |
| 3       | 3       | Fahhad Mohammed Al Subaie        | Arábia Saudita | 20.88 | Q                    |
| 4       | 2       | Ko Seung-hwan                    | Coreia do Sul  | 20.92 | Q,                   |
| 5       | 4       | Noureddine Hadid                 | Líbano         | 20.93 | Q,                   |
| 6       | 4       | Abdo Barka                       | Bahrein        | 21.00 | Q                    |
| 7       | 2       | Yaqoob Eid Salem                 | Bahrein        | 21.08 | Q                    |
| 8       | 1       | Mohamed Obaid Al-Saadi           | Omã            | 21.09 | Q                    |
| 9       | 5       | Yuki Koike                       | Japão          | 21.18 | Q                    |
| 10      | 3       | Liang Jinsheng                   | China          | 21.33 | Q                    |
| 11      | 4       | Uzair Rehman                     | Paquistão      | 21.41 | Q                    |
| 12      | 5       | Yeh Shou-po                      | Taipé Chinesa  | 21.44 | Q                    |
| 13      | 3       | Rashid Al-Aasmi                  | Omã            | 21.50 | Q                    |
| 14      | 1       | Lee Jae-ha                       | Coreia do Sul  | 21.51 | Q                    |
| 15      | 4       | Muhd Noor Firdaus Ar Rasyid      | Brunei         | 21.54 | q                    |
| 16      | 5       | Timothee Yap Jin Wei             | Singapura      | 21.55 | Q                    |
| 17      | 5       | Nutthapong Veeravongratanasiri   | Tailândia      | 21.55 | Q                    |
| 18      | 2       | Russel Alexander Nasir Taib      | Malásia        | 21.77 | Q                    |
| 19      | 3       | Alisher Sadulayev                | Turquemenistão | 21.79 | Q                    |
| 20      | 4       | Joko Kuncoro Adi                 | Indonésia      | 21.80 | q,                   |
| 21      | 1       | Mahmoud El Daou                  | Líbano         | 21.87 | Q                    |
| 22      | 3       | Jaber Hilal Al-Mamari            | Catar          | 21.96 | q                    |
| 23      | 1       | Eric Shauwn Cray                 | Filipinas      | 21.98 | q                    |
| 24      | 2       | Tan Zongyang                     | Singapura      | 22.16 | Q                    |
| 25      | 1       | Aligadzhi Magamedgadzhiev        | Quirguistão    | 22.21 | Recorde da temporada |
| 26      | 2       | Pen Sokong                       | Camboja        | 22.33 |                      |
| 27      | 3       | Ahmed Al-Yaari                   | Iêmen          | 22.34 |                      |
| 28      | 5       | Ibrahim Ashfan Ali               | Maldivas       | 22.57 |                      |
| 29      | 3       | Ibadulla Adam                    | Maldivas       | 22.87 |                      |
| 22      | 2       | Yousef Karam                     | Kuwait         | DQ    | R162.8               |
| 2       | 2       | Hussein Ali Al-Khafaji           | Iraque         | DNS   |                      |
| 2       | 5       | Mohammed Abdulridha Al-Tameemi   | Iraque         | DNS   |                      |
| 2       | 5       | Saeed Bahashwan                  | Iêmen          | DNS   |                      |
| 2       | 1       | Chayut Khongprasit               | Tailândia      | DNS   |                      |
| 2       | 4       | Tosin Ogunode                    | Catar          | DNS   |                      |
| 2       | 5       | Hassan Taftian                   | Irão           | DNS   |                      |
| 2       | 3       | Himasha Eashan Waththakankanamge | Sri Lanka      | DNS   |                      |

### Semifinal
Qualificação: 2 atletas de cada bateria  (Q) mais os  2 melhores qualificados (q).
Vento:
Bateria 1: +1.3 m/s, Bateria 2: +0.7 m/s, Bateria 3: +1.3 m/s
| Posição | Bateria | Atleta                         | Nacionalidade  | Tempo | Notas           |
| ------- | ------- | ------------------------------ | -------------- | ----- | --------------- |
| 1       | 1       | Xie Zhenye                     | China          | 20.35 | Q               |
| 2       | 1       | Yuki Koike                     | Japão          | 20.60 | Q               |
| 3       | 3       | Femi Seun Ogunode              | Catar          | 20.63 | Q               |
| 4       | 3       | Yaqoob Eid Salem               | Bahrein        | 20.71 | Q               |
| 5       | 2       | Fahhad Mohammed Al Subaie      | Arábia Saudita | 20.76 | Q,              |
| 6       | 2       | Ko Seung-hwan                  | Coreia do Sul  | 20.81 | Q,              |
| 7       | 1       | Mohamed Obaid Al-Saadi         | Omã            | 20.86 | q               |
| 8       | 3       | Noureddine Hadid               | Líbano         | 21.04 | q               |
| 9       | 3       | Lee Jae-ha                     | Coreia do Sul  | 21.18 |                 |
| 10      | 2       | Yeh Shou-po                    | Taipé Chinesa  | 21.33 |                 |
| 11      | 2       | Uzair Rehman                   | Paquistão      | 21.48 |                 |
| 12      | 1       | Nutthapong Veeravongratanasiri | Tailândia      | 21.49 |                 |
| 13      | 2       | Muhd Noor Firdaus Ar Rasyid    | Brunei         | 21.62 |                 |
| 14      | 3       | Rashid Al-Aasmi                | Omã            | 21.74 | Recorde pessoal |
| 15      | 2       | Russel Alexander Nasir Taib    | Malásia        | 21.75 |                 |
| 16      | 3       | Alisher Sadulayev              | Turquemenistão | 21.88 |                 |
| 17      | 1       | Jaber Hilal Al-Mamari          | Catar          | 21.90 |                 |
| 18      | 2       | Joko Kuncoro Adi               | Indonésia      | 22.08 |                 |
| 19      | 3       | Tan Zongyang                   | Singapura      | 22.18 |                 |
| 20      | 1       | Timothee Yap Jin Wei           | Singapura      | 23.04 |                 |
| 21      | 1       | Mahmoud El Daou                | Líbano         | 36.10 |                 |
| 22      | 1       | Abdo Barka                     | Bahrein        | DNF   |                 |
| 22      | 3       | Eric Shauwn Cray               | Filipinas      | DSQ   | R162.8          |
| 22      | 2       | Liang Jinsheng                 | China          | DSQ   | R163.3a         |

### Final
Vento: +1.7 m/s
| Posição           | Raia | Atleta                    | Nacionalidade  | Tempo | Notas            |
| ----------------- | ---- | ------------------------- | -------------- | ----- | ---------------- |
| Medalha de ouro   | 7    | Xie Zhenye                | China          | 20.33 |                  |
| Medalha de prata  | 6    | Yuki Koike                | Japão          | 20.55 |                  |
| Medalha de bronze | 9    | Yaqoob Eid Salem          | Bahrein        | 20.84 |                  |
| 4                 | 2    | Noureddine Hadid          | Líbano         | 20.85 | Recorde nacional |
| 5                 | 8    | Ko Seung-hwan             | Coreia do Sul  | 20.94 |                  |
| 6                 | 4    | Femi Seun Ogunode         | Catar          | DNF   |                  |
| 7                 | 3    | Mohamed Obaid Al-Saadi    | Omã            | DNS   |                  |
| 7                 | 4    | Fahhad Mohammed Al Subaie | Arábia Saudita | DNS   |                  |

Legenda
| Recorde mundial       | Recorde mundial (World record)               |                       | Recorde africano                      | Recorde africano (African) |                                           | Q | Classificado por posição (Qualified) |
| Recorde do campeonato | Recorde do campeonato (Championship record)  | Recorde da América    | Recorde da América (Americas)         | q                          | Classificado por melhor tempo (Qualified) |   |                                      |
| Melhor marca do ano   | Melhor marca do ano (World leading)          | Recorde asiático      | Recorde asiático (Asian)              | DNS                        | Não largou (Did not start)                |   |                                      |
| Recorde nacional      | Recorde nacional (National record)           | Recorde europeu       | Recorde europeu (European)            | DNF                        | Não terminou (Did not finish)             |   |                                      |
| Recorde pessoal       | Recorde pessoal do atleta (Personal best)    | Recorde da Oceania    | Recorde da Oceania (Oceania)          | DSQ / DQ                   | Desclassificado (Disqualified)            |   |                                      |
| Recorde da temporada  | Recorde da temporada do atleta (Season best) | Recorde sul-americano | Recorde sul-americano (South America) | NM                         | Sem marca (No mark)                       |   |                                      |